# Гото, Генрих Густав
Генрих Густав Гото (нем. Heinrich Gustav Hotho; 1802—1873) — немецкий историк искусства и философ-эстетик гегелевской школы, профессор Берлинского университета; составитель и редактор «Lectures on Aesthetics» Гегеля.

## Биография
Генрих Густав Гото родился 22 мая 1802 года в городе Берлине. В детстве, в результате осложнения, вызванного корью, почти полностью лишился зрения, и прошел тяжелый путь, чтобы его восстановить. Учился в Берлинском университете.
В 1829 году он получил должность профессора в университете Берлина. В 1833 году Густав Фридрих Вааген принял его в качестве помощника для работы в столичных музеях Германии; а в 1858 году он получил повышение, став директором Гравюрного кабинета.
Гото известен тем, что собрал эстетические работы своего учителя Гегеля и на основе лекционных конспектов, подготовительных материалов и рукописей издал под общим названием «Vorlesungen über die Ästhetik» («Лекции по эстетике»). Первое русской издание вышло под названием «Курс эстетики, или наука изящного» (переведено с французского изложения Шарля де Бенара В. А. Модестовым).
Другие его наиболее известные его труды по эстетике: «Vorstudien für Leben u. Kunst» (1835); по истории искусства: «Geschichte der deutschen u. niederländischen Malerei» (1840—1843); «Die Malerschule Huberts von Eyck nebst deutschen Vorgängern u. Zeitgenossen» (1855—1858); «Die Meisterwerke der Malerei vom Ende des III bis Anfang des XVIII Jhrh. in photo- u. photolithographischen Nachbildungen» (1865); «Geschichte der christlichen Malerei» (1867—1872). Им были написаны также тексты к «Eyck-Album» (Берлин, 1861) и «Dürer-Album» (Берлин, 1863).
Генрих Густав Гото умер 25 декабря 1873 года в родном городе.